# Каратау (хребет, Южен Урал)
Карата̀у (на руски: Каратау) е нископланински хребет в западната част на Южен Урал, като по цялото си протежение по билото му минава границата между Република Башкортостан и Челябинска област в Русия.
Простира се от запад на изток на протежение около 75 km и ширина до 10 – 13 km между реките Юрюзан (ляв приток на Уфа на североизток и Сим (десен приток на Белая) на юг. На северозапад постепенно се понижава към Уфимското плато. Максимална височина връх Ак Тюбе 691 m (55°14′19″ с. ш. 57°13′34″ и. д. / 55.238611° с. ш. 57.226111° и. д.), разположен в западната му част. Изграден е основно от варовици, пясъчници и глинести шисти. Склоновете му са покрити с иглолистни и смесени гори (смърч, еле, липа).

## Топографска карта
- Топографска карта N-40-Б; М 1:500 000[2]